# Cristi-Ilie Pîrghie
Cristi-Ilie Pîrghie (Timișoara, 20 de julio de 1992) es un deportista rumano que compitió en remo. Ganó tres medallas en el Campeonato Europeo de Remo entre los años 2012 y 2018.

## Palmarés internacional
| Campeonato Europeo | Campeonato Europeo    | Campeonato Europeo | Campeonato Europeo |
| Año                | Lugar                 | Medalla            | Prueba             |
| ------------------ | --------------------- | ------------------ | ------------------ |
| 2012               | Varese (Italia)       | Medalla de plata   | Cuatro sin timonel |
| 2013               | Sevilla (España)      | Medalla de plata   | Cuatro sin timonel |
| 2018               | Glasgow (Reino Unido) | Medalla de bronce  | Ocho con timonel   |